# Adelidea braunsi
Adelidea braunsi är en tvåvingeart som beskrevs av Mario Bezzi 1921. Adelidea braunsi ingår i släktet Adelidea och familjen svävflugor. Inga underarter finns listade i Catalogue of Life.